# 袁文傑
袁文傑（英語：Andrew Yuen Man Kit，1969年1月28日—），原名袁盛傑，香港男演員、節目主持人及模特兒。他出身於無綫電視，曾為亞洲電視藝員，現為無綫電視經理人合約藝員。

## 背景

### 早年生活
袁文傑有一名胞弟，兩人自小於灣仔區禮頓道長大。他就讀救世軍光裕學校時經常名列三甲，惟升讀香港鄧鏡波書院後便大不如前，尤其在數學方面的學習天分不高。他幼年常於京都戲院一帶流連，中學時會跟同學踢球、去銅鑼灣總統戲院看電影，又曾藉暑假到翠園酒樓當樓面服務員。中五畢業後，他因成績參差而無法升學，遂花了兩年時間讀夜校自我進修，前後共考過三次香港中學會考，並重讀中五一年；他在公開試內考獲中國歷史科「C級」成績，當完成兩年夜校課程便任職佐丹奴銅鑼灣及太古城分店售貨員達兩年。直至1990年，其中學同窗有意報考由無綫電視旗下電視製作專業訓練中心所舉辦的第四期藝員進修班，他只陪伴投考卻意外獲取錄；1991年雖畢業，但沒有正式簽約而轉當模特兒，該屆訓練班同學則包括古巨基和何寶生。

### 演藝事業
袁文傑自訓練班畢業以來認識了一些特約演員，並獲他們幫忙四處派發個人照片予演員公司，終成功入行，參演電影《家有囍事》中「家明」（無正面鏡頭）一角，後曾拍攝過男性用品、信用卡、檸檬茶等廣告。1993年，他陪伴朋友參加《第二屆寶麗金卡拉OK模特兒大賽》，結果以王馨平《夢裡緣份》一曲獲得冠軍，且簽約成為劉東旗下娛樂唱片的歌手，期間參演過不少歌手《碟聖》系列的 KTV，如王菲《Summer of Love》、譚詠麟《亮了紅燈》等。至1996年底，他經劉東妻子推薦下認識了電視劇監製蕭笙，同期試鏡藝人尚有江美儀和歌手鄭梓浩；最後只得他與江美儀在1997年加入亞洲電視。
袁文傑備受亞視重用，除擔演劇集主角外，亦曾嘗試主唱劇集歌曲。其後，他更向司儀界發展，曾擔任多個大型綜合節目主持；2009年加入網上電台 MyRadio 及香港人網，分別主持音樂節目《流行普選》、訪問節目《袁外之音》，以及足球節目《波政不分》、《足你好運》等。翌年9月起，他也主持香港人網深夜音樂節目《音樂猿人》和 MyRadio 足球節目《智Goal無敵》。至2012年初，他在合約完結後正式離開亞洲電視，結束17年賓主關係，轉投Now寬頻電視。
2014年，袁文傑合約結束後轉為自由身藝人。2015年1月，他參加《全球粵語主持人大賽》時獲得冠軍和「最有台型大獎」，翌年6月被電視劇監製邀請重返無綫電視，主力拍攝電視劇集。2017年，他於該台首部以「4K」全實景拍攝的電視劇《不懂撒嬌的女人》中飾演「游俊傑」一角而備受注目，還獲網民稱讚其大老闆形象份外霸氣。同年9月，他出席處境劇《愛·回家之開心速遞》宣傳活動時，透露與滕麗名拍攝劇集期間發生意外，撞碎了右膝蓋；若康復情況不理想就需動微創手術吸出碎骨；11月起由基本藝人合約改簽經理人合約，曾為無綫電視監製梁材遠的常用演員。
2022年11月，袁文傑於出席《萬千星輝賀台慶》後，感染新冠病毒。他稱自己病徵輕微，只有輕微咳嗽。

## 軼聞
袁文傑身高188公分，為香港娛樂圈內少數個子極高的男藝人，在亞洲電視期間曾獲譽為「亞視型男」和「亞視帥哥」，又跟出身自無綫電視的當紅小生林韋辰及陳啟泰合稱「亞視三雄」。另外他十分熱愛足球運動，三十年來都是名狂熱阿仙奴足球會和德國國家足球隊球迷，對本地及外國足球瞭如指掌。

## 感情生活
袁文傑的女友為《閃電傳真機》第二代主持張潔蓮，兩人於2011年開始交往。他們本來準備在2018年12月15日舉行婚禮，但因男方母親離世而決定將婚期無限期押後，至2020年12月3日才入紙註冊結婚，並於平安夜透過社交網站宣佈正式結為夫婦。

## 演出作品

### 電視劇
| 首播          | 劇名                          | 角色                             |
| 無綫電視      |                               |                                  |
| 1991年        | 橫財三千萬                    | 主 管（第1集）                   |
| 1991年        | 情陷特區                      | 醫 生（第19集）                  |
| 1991年        | 與郎共舞                      | 餐廳客人（第4集）                |
| 1991年        | 灰網                          | 醫 生（第21集）                  |
| 1991年        | 卡拉屋企                      | 餐廳侍應（第20集）               |
| 1991年        | 卡拉屋企                      | 端 男（第49集）                  |
| 1992年        | 皇家鐵馬                      | 阿 明（Mick）                    |
| 1992年        | 熱浪迷情                      | 宴會賓客                         |
| 1994年        | 新重案傳真                    | 軍火買家兼于震彪線人             |
| 2017年至今    | 愛·回家之開心速遞             | 潮 偉                            |
| 2017年        | 不懂撒嬌的女人                | 游俊傑（游生）                   |
| 2017年        | 雜警奇兵                      | 韋 雋                            |
| 2018年        | 果欄中的江湖大嫂              | 柯振北                           |
| 2018年        | 宮心計2深宮計                 | 文可謙                           |
| 2018年        | 天命                          | 拉旺多爾濟                       |
| 2018年        | 特技人                        | 申浩然                           |
| 2018年        | 救妻同學會                    | 吳志強（小志強）                 |
| 2019年        | 機動部隊2019                  | 機動部隊督察                     |
| 2019年        | 包青天再起風雲                | 周立飛                           |
| 2019年        | 她她她的少女時代              | Leonardo                         |
| 2019年        | 街坊財爺                      | 丁行健                           |
| 2019年        | 多功能老婆                    | 邢維迅（邢老闆）                 |
| 2020年        | 大醬園                        | 高兆榮                           |
| 2020年        | 那些我愛過的人                | 犬隻訓練師（第25集）             |
| 2020年        | 過街英雄                      | 康定邦                           |
| 2021年        | 把關者們                      | 鄧文傑（第27集）                 |
| 2022年        | 童時愛上你                    | 雷德信（Raymond）                |
| 2022年        | 回歸                          | 林先生（第13集）                 |
| 2022年        | 黯夜守護者                    | 林偉倫（William）                |
| 2022年        | 下流上車族                    | 丁友善                           |
| 2023年        | 寵愛Pet Pet                   | 李高域（第9，14集）              |
| 2024年        | 妳不是她                      | 柳傲山                           |
| 2024年        | 飛常日誌                      | 鄭世昌                           |
| 2024年        | 婚後事                        |                                  |
| 2025年        | 虛擬情人                      | 鍾作仁                           |
| 亞洲電視      |                               |                                  |
| 1997年        | 萬事勝意                      | 浩 南                            |
| 1997年        | 肥貓正傳                      | Aaron                            |
| 1997年        | 雪花神劍                      | 方兆南                           |
| 1997年        | 著數一族                      | 展 仁                            |
| 1998年        | 我來自廣州                    | 馮翰英                           |
| 1999年        | 非常女警                      | 潘家勇                           |
| 1999年        | 縱橫四海                      | 鍾小江                           |
| 1999年        | 英雄之廣東十虎                | 黎仁超                           |
| 2000年        | 寶島春夢                      | 李大輝                           |
| 2000年        | 影城大亨                      | 許品天                           |
| 2000年        | 曲終情未了                    |                                  |
| 2000年        | 世紀之戰                      | 丁二野                           |
| 2000年        | 與狼共枕                      | 徐子康                           |
| 2000年        | 電視風雲                      | 周國友                           |
| 2001年        | 騷東坡                        | 宋神宗                           |
| 2001年        | 非常好警                      | 徐志德                           |
| 2002年        | 親子情未了                    | 陸國豪                           |
| 2003年        | 花田囍事                      | 卞 機                            |
| 2003年        | 萬家燈火                      | 余天成                           |
| 2003年        | 暴風型警                      | 楊志遠                           |
| 2004年        | 媽媽我真的愛你                | 方四正                           |
| 2004年        | 異世驚情夢                    | 溫庭筠                           |
| 2004年        | 異世驚情夢                    | 葉世華                           |
| 2004年        | 我和殭屍有個約會III之永恆國度 | 在劫居士                         |
| 2004年        | 爸爸兩邊走                    | 曾耀坤                           |
| 2005年        | 爸爸向前走                    | 曾耀坤                           |
| 2005年        | 情陷夜中環                    | 程萬豪（青年）                   |
| 2005年        | 喜有此理                      | Johnny Wu（胡 Sir）              |
| 2006年        | 香港奇案實錄                  | 李仲德（單元：《老千計死人財》） |
| 2006年        | 情陷夜中環2                   | 齊震南                           |
| 2007年        | 靈舍不同                      | （第1集）                        |
| 2007 - 2008年 | 十六不搭喜趣來                | 成 雄                            |
| 2010 - 2011年 | 香港Go Go Go                  | 劉亞朗                           |
| 邵氏兄弟      |                               |                                  |
| 2022年        | 飛虎之壯志英雄                | 譚志勇                           |
| 2025年        | 執法者們                      | 行政長官                         |
| 香港電台      |                               |                                  |
| 2000年        | 法門2000                      | Johnny（單元：《公義為先》）     |
| 2014年        | 機電夢飛翔                    | 張大雄（單元：《看守員之歌》）   |

### 主持節目
| 首播          | 節目名                                                      | 備註                                                                             |
| 無綫電視      |                                                             |                                                                                  |
| 2017年        | 2017年英格蘭足總盃決賽                                      | 與陳百祥、鍾志光及潘文迪合作                                                     |
| 2017年        | 玩轉香港日與夜                                              | 第13集；與林韋辰及丁子朗合作                                                     |
| 2017年        | 2017英格蘭社區盾                                            | 與余德丞及李偉文合作                                                             |
| 2018年        | 食得好健康                                                  | 與陳煒及麥美恩合作                                                               |
| 2018年        | 2018國際中華小姐競選                                        | 與林溥來及麥美恩合作                                                             |
| 2019年        | 2019國際中華小姐競選                                        | 與陸浩明及麥明詩合作                                                             |
| 2019年        | 如果這樣生活                                                | 與朱千雪、李佳芯、張頴康、余德丞、黎諾懿及洪永城合作                             |
| 2019年        | 珍惜香港 發放娛樂 TVB 52年                                  | 主持之一                                                                         |
| 2022年        | 英格蘭足總盃2021/2022決賽 – 車路士 對 利物浦                | 主持之一                                                                         |
| 亞洲電視      |                                                             |                                                                                  |
| 1998年        | 一级奸爸爹                                                  | 與梁奕倫、黃安迪（星座小王子）及李志剛合作                                       |
| 1998年        | 1998夏日玉女競選決賽                                        |                                                                                  |
| 1998年        | 靈異世界                                                    |                                                                                  |
| 1998年        | 歐洲盃世界盃前奏                                            |                                                                                  |
| 1998年        | 1998年世界盃足球賽                                          |                                                                                  |
| 1998年        | 亞姐準決賽騎呢Show                                          |                                                                                  |
| 1998年        | 咪當我細路                                                  |                                                                                  |
| 1998年        | 急救香港                                                    |                                                                                  |
| 1999年        | 全日本紅白歌唱大賽                                          |                                                                                  |
| 1999年        | 永安旅遊真正旅遊嘅世界之北京番禺                            |                                                                                  |
| 1999 - 2000年 | 下午T1T                                                     |                                                                                  |
| 2000年        | 恭喜發財年初一                                              |                                                                                  |
| 2000年        | 永安旅遊真正旅遊嘅世界之長江三峽                            |                                                                                  |
| 2000年        | 女人·Come                                                   | 與姚安娜及曾華倩合作                                                             |
| 2000年        | 香江明月夜                                                  |                                                                                  |
| 2000年        | 騰飛在金秋                                                  | 與珈潁合作                                                                       |
| 2000年        | 中華演藝人才選拔賽                                          |                                                                                  |
| 2000 - 2001年 | 愈食愈瘋狂                                                  |                                                                                  |
| 2001年        | 第七屆十大電視廣告頒獎典禮                                  | 與陳啟泰及江美儀合作                                                             |
| 2001年        | 國慶晚會                                                    | 與姜華合作                                                                       |
| 2002年        | 豐衣足食                                                    | 與劉錫賢及謝雪心合作                                                             |
| 2002年        | 萬水千山總是情                                              | 與劉錫賢、陳啟泰及史小諾合作                                                     |
| 2002年        | 第八屆十大電視廣告頒獎典禮                                  | 與陳啟泰、董南菲及伍偉樂合作                                                     |
| 2002年        | 基金2 - 投資家族                                            |                                                                                  |
| 2002年        | 夏日陽光美少女                                              |                                                                                  |
| 2002年        | 2002年世界盃足球賽決賽                                      |                                                                                  |
| 2002年        | 國慶及煙花匯演                                              |                                                                                  |
| 2002年        | 全民大測試                                                  | 與劉錫賢、伍偉樂及李可瑩合作                                                     |
| 2002年        | 威馬工展迎新禧                                              | 與珈潁、伍偉樂合作                                                               |
| 2002年        | 四洲喜洋洋菸花匯演                                          |                                                                                  |
| 2002年        | 羊羊得意話新春                                              |                                                                                  |
| 2003年        | 心連心全城抗炎大行動                                        | 與陳啟泰合作                                                                     |
| 2003年        | 529星光薈萃賀台慶                                           | 與陳啟泰、珈潁、伍偉樂、李可瑩合作                                               |
| 2003年        | 香港是我家                                                  | 與董南菲合作                                                                     |
| 2003年        | 香港各界歡迎楊利偉一行訪港晚宴                              |                                                                                  |
| 2003年        | 心連心·香港再起飛                                           | 與珈潁合作                                                                       |
| 2003年        | 林振強–千千闋歌                                             |                                                                                  |
| 2003 - 2005年 | 下午麼麼茶                                                  | 與鮑起靜、李可瑩、伍偉樂、劉錫賢、 董南菲、珈潁、杜挺豪、何佩儀及謝雪心合作      |
| 2004年        | 金猴賀歲迎新春                                              | 與珈潁、李可瑩及伍偉樂合作                                                       |
| 2004年        | 廣東温泉之旅                                                | 與陳寶轅及梁皓楷合作                                                             |
| 2004年        | 亞洲電視賽馬日                                              | 與何佩儀合作                                                                     |
| 2004年        | 亞視台慶新勢力                                              |                                                                                  |
| 2004年        | 傑志對AC米蘭                                                | 與何彥樺合作                                                                     |
| 2004年        | 解放軍慶祝回歸文藝晚會                                      | 與朱慧珊及江美儀合作                                                             |
| 2004年        | 至IN至潮玩樂新體驗                                          | 與伍偉樂及董南菲合作                                                             |
| 2004年        | 珀麗灣Ocean Front煙火除夕夜                                 | 與何佩儀合作                                                                     |
| 2005年        | 冷知識衝動                                                  | 與黃子雄、陳啟泰、周國豐、李可瑩及 張燊悅合作                                    |
| 2005年        | 金雞賀歲迎新春                                              | 與伍偉樂、董南菲及李可瑩合作                                                     |
| 2005年        | 萬事勝意煙花大匯演                                          |                                                                                  |
| 2005年        | 煮食無界限                                                  | 與馮梓瑩及黃麗梅合作                                                             |
| 2005年        | 風山水起港半年                                              | 與黃璦瑤合作                                                                     |
| 2005年        | 第十一屆十大電視廣告頒獎典禮                                | 與黃子雄、陳啟泰及董南菲合作                                                     |
| 2005年        | 529真情洋溢台慶夜                                           | 與陳啟泰、李可瑩及陳煒合作                                                       |
| 2005年        | 張惠妹台灣夏日之旅                                          | 與張惠妹及陳煒合作                                                               |
| 2005年        | 金紫荊頒獎典禮                                              |                                                                                  |
| 2005年        | 2005亞洲先生競選                                            | 與李可瑩合作                                                                     |
| 2005年        | 亞姐競選特區賽區決賽                                        | 與李可瑩合作                                                                     |
| 2005年        | 2005亞洲小姐競選總決賽                                      | 與陳啟泰及林韋辰合作                                                             |
| 2005年        | 藥膳天王                                                    | 與黃韻材合作                                                                     |
| 2005年        | 香港群星賀神六                                              |                                                                                  |
| 2005年        | 非常新加坡：全新優游之旅                                    | 與陳啟泰合作                                                                     |
| 2005年        | 2006亞洲電視節目巡禮                                        |                                                                                  |
| 2005年        | 珀麗灣Ocean Front煙火除夕夜                                 |                                                                                  |
| 2006年        | 亞姐碧水灣温泉之旅                                          | 與饒珮君及王磊合作                                                               |
| 2006年        | 新春狗王爭霸戰                                              |                                                                                  |
| 2006年        | 祥祥狗狗賀新禧                                              | 與珈潁、李可瑩合作                                                               |
| 2006年        | 靈犬吉祥煙花耀香港                                          |                                                                                  |
| 2006年        | 難得有情人                                                  |                                                                                  |
| 2006年        | 從香港出發                                                  | 湖北篇 與陳展鵬合作                                                              |
| 2006年        | 萬眾同歡賀台慶                                              | 與朱慧珊、李可瑩合作                                                             |
| 2006年        | 世界妹終極決戰                                              | 與張啟樂合作                                                                     |
| 2006年        | 世界妹陪你睇世界杯                                          | 與張啟樂合作                                                                     |
| 2006年        | 第11屆香港電影金紫荊獎                                      |                                                                                  |
| 2006年        | 2006年國慶煙花匯演                                          |                                                                                  |
| 2006年        | 2006亞洲小姐競選總決賽                                      | 與陳啟泰、林韋辰及張嘉倫合作                                                     |
| 2006年        | 亞洲小姐福州美之旅                                          |                                                                                  |
| 2006 - 2007年 | 第一手真相                                                  | 與陳啟泰、林韋辰、陳展鵬、秦啟維、李可瑩、黃慧敏、翟鋒、甄思羽、曾敏及伍偉樂合作 |
| 2007年        | 愛惜心血健康解碼                                            | 與陳啟泰及劉綽琪合作                                                             |
| 2007年        | 麗的亞視半世纪精彩演唱會前奏                                |                                                                                  |
| 2007年        | 第十三屆十大電視廣告頒獎典禮                                | 與朱茵、陳啟泰及張嘉倫合作                                                       |
| 2007年        | 從香港出發II                                                | 與陳啟泰合作                                                                     |
| 2007年        | 慶回歸解放軍晚會                                            |                                                                                  |
| 2007年        | 2007亞洲小姐競選                                            | 國内賽區主持                                                                     |
| 2007年        | 解密中國奇景                                                |                                                                                  |
| 2007年        | 國慶58周年文藝晚會                                          |                                                                                  |
| 2007 - 2008年 | 群星總動員                                                  | 與張家瑩及李可瑩合作                                                             |
| 2008年        | 愛在異鄉的季節                                              | 與吳亭欣合作                                                                     |
| 2008年        | a料                                                         | 與徐自賢及蔡國威合作                                                             |
| 2008年        | 鼠年吉祥賀新禧                                              | 與陳啟泰、鮑起靜及吳亭欣合作                                                     |
| 2008年        | 2008 京港同心春節維港煙花匯演                               | 與珈潁合作                                                                       |
| 2008年        | 粤港同心暖華南                                              | 與陳啟泰、林韋辰、鮑起靜、朱慧珊及王賢誌合作                                     |
| 2008年        | 師奶我最大                                                  | 與戚黛黛、樊亦敏、楊羚、蘇杏璇、珈潁及李可瑩合作                                 |
| 2008年        | 越食越有機                                                  | 與黃麗梅及吳嘉星合作                                                             |
| 2008年        | 全民迎聖火                                                  |                                                                                  |
| 2008 - 2009年 | 撐唱好調真好音樂                                            |                                                                                  |
| 2009年        | 新春金牛行大運                                              | 與陳啟泰、鮑起靜、朱慧珊、萬綺雯及林韋辰合作                                     |
| 2009年        | 2009亞洲小姐競選總決賽                                      | 與鄭丹瑞、林韋辰、林曉峰及王賢誌合作                                             |
| 2009 - 2010年 | 男人做晒                                                    | 與梁皓楷、蒲進、杜挺豪、陳嘉輝及 周子濠合作                                      |
| 2009年        | aTV 2010亞洲電視節目巡禮                                    | 與林韋辰合作                                                                     |
| 2010 - 2011年 | 生活加油站                                                  | 與黎燕珊、陳嘉輝、戚黛黛、蒲進、楊羚及梁雪湄合作                                 |
| 2010年        | 2011 aTV節目巡禮                                            | 與林韋辰合作                                                                     |
| 2011年        | 人氣春晚‧唱紅亞洲                                           | 與陳啟泰、朱慧珊、鮑起靜、黎燕珊、林韋辰及姚嘉雯合作                             |
| 2011年        | 11點後特區                                                  | 與蒲進、星光家族、姜皓文、張紫櫻、王貽興、梁慧恩、李力持及戚黛黛合作             |
| 2011年        | Eva會客室                                                   |                                                                                  |
| 2011 - 2012年 | 亞視邁向55周年經典回味                                      |                                                                                  |
| 2012年        | 全球首家華語電視台-亞洲電視55周年暨香港回歸15周年慶典及晚會 | 與林韋辰、朱慧珊、劉錫賢、許瑩、蔡梓銘及馮雪冰合作                               |
| 2013年        | 中國夢·美麗夢 2013合肥麗人首屆時尚美容盛典                  |                                                                                  |
| now芒果台     |                                                             |                                                                                  |
| 2012 - 2014年 | 操控音樂                                                    | 與黃心美、黃婉曼及倪晨曦合作                                                     |

### 電影
| 首映   | 電影名                          | 角色                |
| 1990年 | 無敵幸運星                      |                     |
| 1992年 | 家有囍事                        | 家 明（無正面鏡頭） |
| 2011年 | 唔憂嫁                          | Lawrence            |
| 2012年 | 香港踢入世界盃                  | 教 練               |
| 2017年 | 愛情奴隷獸                      | 瀟灑哥              |
| 2017年 | 聖誕·天降奇緣（無綫電視微電影） | 旁 白               |
| 2019年 | 不義之戰                        | 余 Sir              |

### 微電影
| 首映   | 電影名         | 角色   | 備註                       |
| 2017年 | 無需聽命的抉擇 | 劉先生 | AIA Premier Academy 微電影 |

### 配音
| 首映   | 電影名           | 角色                            | 角色演員        | 備註                                   |
| 2019年 | 貓咪媽咪Home     | 肥 Earl Grey                    | ／              | 內地動畫                               |
| 2022年 | 蜘蛛俠：不戰無歸 | 史提芬（奇異博士） 邪惡奇異博士 | 班尼狄·甘巴貝治 | TVB《好聲好戲》第二屆畢業作品 片尾彩蛋 |
| 2023年 | 天龙八部之乔峰传 | 慕容復                          | 吳樾            |                                        |

### 音樂錄像（含卡拉OK）（部分非原裝 ／ 原聲）
| 年份   | 歌名                                             | 歌手                         | 備註                                                                               |
| 1992年 | 最愛是誰                                         | 林子祥                       | 寶麗金卡拉OK碟聖12粵語歌曲精選                                                     |
| 1992年 | 我用自己的方式愛你（粵語版：《初戀情人》）       | 陳明真（粵語版：劉小慧）     | 寶麗金卡拉OK碟聖16國語歌曲精選                                                     |
| 1993年 | Summer Of Love                                   | 王靖雯                       | 寶麗金金曲卡拉OK POL33025                                                          |
| 1993年 | 一串痴情一串淚（痴情）                           | 張衛健、黎姿                 | 寶麗金金曲卡拉OK POL33026 寶麗金卡拉OK碟聖32合唱歌曲精選（1994年）                 |
| 1993年 | 最愛的你                                         | 譚詠麟                       | 寶麗金卡拉OK碟聖譚詠麟原裝卡拉OK精選                                               |
| 1993年 | 亮了紅燈                                         | 譚詠麟                       | 寶麗金卡拉OK碟聖譚詠麟原裝卡拉OK精選                                               |
| 1993年 | 多少柔情多少淚                                   | 謝雷                         | 寶麗金卡拉OK碟聖30國語懷舊老歌精選                                                 |
| 1993年 | 明日天涯                                         | 羅文                         | 寶麗金卡拉OK碟聖30國語懷舊老歌精選                                                 |
| 1993年 | 說不出的快活                                     | 葛蘭                         | 寶麗金卡拉OK碟聖30國語懷舊老歌精選                                                 |
| 1993年 | Miss You Night & Day                             | 王靖雯                       | 王靖雯 MTV & Karaoke Fayvourite Karaoke（1994年）                                  |
| 1993年 | 巴黎塔尖                                         | 王靖雯                       | 王靖雯 MTV & Karaoke                                                               |
| 1993年 | My Loneliness                                    | 王靖雯                       | 王靖雯 MTV & Karaoke                                                               |
| 1994年 | 夢裡緣份                                         | 王馨平                       | 寶麗金卡拉OK碟聖巨星原裝Music Videos Vol.5                                         |
| 1994年 | 偷吻                                             | 關淑怡                       | 寶麗金卡拉OK碟聖關淑怡原裝卡拉OK精選                                               |
| 1994年 | 仍是那麼深愛你                                   | 關淑怡                       | 寶麗金卡拉OK碟聖關淑怡原裝卡拉OK精選                                               |
| 1994年 | 不必說愛我                                       | 關淑怡                       | 寶麗金金曲卡拉OK POL33028 寶麗金卡拉OK碟聖33巨星原裝金曲                           |
| 1994年 | 你還記得從前嗎？                                 | 周慧敏                       | 寶麗金金曲卡拉OK POL33028                                                          |
| 1994年 | 熱力節拍 Wou Bom Ba                              | 草蜢、關淑怡、劉小慧、湯寶如 | 寶麗金卡拉OK碟聖32合唱歌曲精選                                                     |
| 1994年 | My Love                                          | 譚詠麟、關淑怡               | 寶麗金卡拉OK碟聖32合唱歌曲精選                                                     |
| 1994年 | 北京一夜                                         | 陳昇、劉佳慧                 | 寶麗金卡拉OK碟聖32合唱歌曲精選                                                     |
| 1994年 | 陽光路上                                         | 黎瑞恩                       | 寶麗金金曲卡拉OK POL33029 寶麗金卡拉OK碟聖巨星原裝Music Videos Vol.7               |
| 1994年 | 春夏秋冬                                         | 黎明                         | 寶麗金金曲卡拉OK POL33029                                                          |
| 1994年 | 再愛的衝動                                       | 吳奇隆                       | 寶麗金金曲卡拉OK POL33029                                                          |
| 1994年 | 讓我暖一些                                       | 蘇永康                       | 寶麗金金曲卡拉OK POL33029                                                          |
| 1994年 | 叮噹                                             | 鄭秀文                       | 寶麗金金曲卡拉OK POL33029                                                          |
| 1994年 | 想說                                             | 許志安                       | 寶麗金卡拉OK碟聖34國語歌曲精選                                                     |
| 1994年 | 孤枕難眠                                         | 周華健                       | 寶麗金卡拉OK碟聖34國語歌曲精選                                                     |
| 1994年 | 離開你以後                                       | 劉德華                       | 寶麗金卡拉OK碟聖35粵語歌曲精選                                                     |
| 1994年 | Happy Girl                                       | 江希文                       | 寶麗金卡拉OK碟聖35粵語歌曲精選                                                     |
| 1994年 | 白恤衫                                           | 黎姿                         | 寶麗金卡拉OK碟聖35粵語歌曲精選                                                     |
| 1994年 | 留戀                                             | 周慧敏                       | 寶麗金金曲卡拉OK POL33030 寶麗金卡拉OK碟聖周慧敏原裝Music Videos Karaoke（1995年） |
| 1995年 | 當天的心                                         | 周華健                       | 寶麗金金曲卡拉OK POL33032                                                          |
| 1995年 | 我不是一個人住（粵語同曲：《真的愛我就別離開》） | 蘇慧倫（粵語同唱：黎瑞恩）   | 寶麗金金曲卡拉OK POL33032 寶麗金卡拉OK碟聖情人真開心Music Videos卡拉OK             |
| 1997年 | 尋人                                             | 趙學而                       |                                                                                    |

### 電台節目
| 首播                            | 節目名         | 備註                                           |
| MyRadio、香港人網               |                |                                                |
| 2009年4月                       | 足你好運       | 主持；現已完結                                 |
| 香港人網                        |                |                                                |
| 2009年5月                       | 波政不分       | 主持；現已完結                                 |
| 2009年5月                       | 流行普選       | 主持；現已完結                                 |
| 2009年7月                       | 波政不分加時版 | 主持；現已完結                                 |
| 2009年8月                       | 袁外之音       | 主持；現已完結                                 |
| 2010年9月                       | 音樂猿人       | 主持；現已完結                                 |
| MyRadio                         |                |                                                |
| 2010年9月                       | 智Goal無敵     | 主持；現已完結                                 |
| 2012年1月                       | 天下足球       | 主持；現已完結                                 |
| 2013年3月                       | 兵工廠世界     | 主持；現已完結                                 |
| 2013年3月                       | 熱血大球場     | 主持；現已完結                                 |
| 2013年3月                       | 烈火 Zone D    | 主持；現已完結                                 |
| 2014年11月20日 - 2015年10月22日 | 傑出阿仙奴     | 主持；現已完結                                 |
| 星滙網                          |                |                                                |
| 2012年3 - 4月                   | 文傑足球地帶   | 主持；曾改為逢星期一於《熱血大球場》節目內播出 |
| 香港電台第二台                  |                |                                                |
| 2017年                          | 守下留情       | 6月12 - 16日嘉賓                               |
| 香港商業電台叱吒903             |                |                                                |
| 2017年                          | 1圈圈 星光背後 | 8月26日嘉賓                                    |

### 廣告
| 年份   | 產品                                                | 備註                   |
| 1995年 |                                                     |                        |
|        | GIORDANO                                            |                        |
|        | 雀巢檸檬茶                                          |                        |
|        | 步步通                                              |                        |
|        | 法國婚紗                                            |                        |
|        | 生力啤                                              |                        |
|        | CHASE 信用卡                                        |                        |
|        | M&M's 朱古力                                        |                        |
| 2004年 | 雄兵汽車防盜器                                      | 電視及平面廣告         |
| 2004年 | 東莞常平鎮金田花園                                  | 電視及平面廣告         |
| 2004年 | 超美服飾貿易有限公司                                | 平面廣告（冬季及春季） |
| 2005年 | 超美服飾貿易有限公司                                | 平面廣告（夏秋冬季）   |
| 2006年 | 依斯路服裝                                          | 平面廣告               |
| 2006年 | 超美服飾貿易有限公司                                | 平面廣告（春夏秋冬季） |
| 2007年 | 九廣鐵路「九鐵東西貫南北」                          |                        |
| 2017年 | 香港寬頻「企業方案月費優惠」                        |                        |
| 2017年 | 御藥堂「破壁靈芝孢子 - 香港人一起彈起來」           |                        |
| 2017年 | 萬寶龍「TimeWalker」                                |                        |
| 2017年 | 中國移動香港「年度旗艦手機 and!Pass」               |                        |
| 2017年 | 灝天信貸有限公司                                    |                        |
| 2017年 | 知識產權署「知識產權貿易服務」                      |                        |
| 2018年 | 晉海 Pride Oceania                                  |                        |
| 2018年 | 香港寬頻「企業方案 - Global Phone 2個月免費試用」   |                        |
| 2018年 | 香港寬頻「企業方案 - Global Phone 連 5GB 環球數據」 |                        |

### 其他
- 2013至？年：《am730》體育專欄《足球怪傑：袁文傑》[26]

## 音樂作品

### 歌曲
| 年份   | 歌名           | 備註                                      |
| 1997年 | 歲月的拔河     | 與紀嘉莉合唱 亞洲電視劇集《97變色龍》插曲 |
| 1997年 | 男兒無淚       | 亞洲電視劇集《雪花神劍》片尾曲            |
| 1997年 | 為了每天三餐   | 亞洲電視劇集《著數一族》主題曲            |
| 2004年 | 兩邊奔走太倦累 | 亞洲電視劇集《爸爸兩邊走》主題曲          |

## 曾獲獎項與提名
| 年份   | 獎項                                                    | 結果     |
| 1993年 | 第二屆寶麗金卡拉OK模特兒大賽 冠軍                       | 獲獎     |
| 2015年 | 全球粵語主持人大賽 冠軍                                 | 獲獎     |
| 2015年 | 全球粵語主持人大賽「最有台型大獎」                      | 獲獎     |
| 2017年 | TVB 馬來西亞星光薈萃頒獎典禮2017「最喜愛 TVB 男配角」   | 提名     |
| 2017年 | TVB 馬來西亞星光薈萃頒獎典禮2017「最喜愛 TVB 電視角色」 | 提名     |
| 2017年 | 萬千星輝頒獎典禮2017「最佳男配角」                      | 最後五強 |
| 2017年 | 萬千星輝頒獎典禮2017「最受歡迎電視男角色」              | 提名     |
| 2017年 | 2017香港電視大獎「男配角獎（劇集）」                    | 提名     |
| 2018年 | 萬千星輝頒獎典禮2018「最佳男配角」                      | 提名     |
| 2018年 | 2018香港電視大獎「節目主持人獎」（页面存档备份，存于）  | 提名     |
| 2022年 | 萬千星輝頒獎典禮2022「最佳男配角」                      | 提名     |
| 2022年 | 萬千星輝頒獎典禮2022「最受歡迎電視男角色」              | 提名     |

## 外部連結
- 袁文傑的新浪微博
- 袁文傑的Facebook專頁
- 袁文傑 Andrew Yuen的Facebook專頁
- 袁文傑的Instagram帳戶
- 袁文傑在香港影庫上的簡介
- 香港鄧鏡波書院舊生會

1. ↑  袁文傑.  (《香港娛樂台》). 香港. 2017-05-31  [2017-09-17]. （原始内容存档于2022-03-11） （中文（香港））. 首先我要坦白說，他們（傳媒）寫我的年紀寫少了，其實我今年48歲了。
2. ↑  . 《東周網》. 2020年1月7日  [2020年10月7日]. （原始内容存档于2021年12月28日）.
3. ↑  . 《iMoney 智富雜誌》. 2017年9月1日  [2021年4月12日]. （原始内容存档于2021年4月12日）.
4. ↑  . Instagram（yuen_man_kit）. 2018年11月9日  [2020年10月7日].
5. ↑  . 《經濟一週》. 2018年1月12日  [2021年4月12日]. （原始内容存档于2021年4月12日）.
6. ↑  . 無綫電視.   [2020年10月7日]. （原始内容存档于2020年1月30日）.
7. ↑  . 《東網》. 2017年1月5日  [2017年1月6日]. （原始内容存档于2017年1月7日）.
8. ↑  . 《香港01》. 2017年5月9日  [2020年10月7日].
9. ↑  . 《明報周刊》. 2017年5月19日  [2020年10月7日]. （原始内容存档于2017年7月1日）.
10. ↑  . 《新Monday》. 2017年5月22日  [2020年10月7日]. （原始内容存档于2017年5月27日）.
11. ↑  . 《明報周刊》. 2017年9月5日  [2020年10月7日]. （原始内容存档于2017年9月5日）.
12. ↑  .   [2022-11-24]. （原始内容存档于2022-11-25）.
13. ↑  . 《Now 新聞》. 2017年5月19日  [2020年10月7日].
14. ↑  . 《香港蘋果日報》. 2017年5月10日  [2020年10月7日]. （原始内容存档于2017年5月12日）.
15. ↑  . 《太陽報》. 2010年10月14日  [2020年10月7日]. （原始内容存档于2010年11月21日）.
16. ↑  . 《香港01》. 2017年5月22日  [2020年10月7日].
17. ↑  . 《星島日報》. 2017年5月27日  [2020年10月7日]. （原始内容存档于2017年7月29日）.
18. ↑  . 《香港蘋果日報》. 2018年12月22日  [2020年10月7日]. （原始内容存档于2018年12月22日）.
19. ↑  . 《明報周刊》. 2020年12月3日  [2020年12月3日]. （原始内容存档于2021年1月22日）.
20. ↑  . 《東方日報》. 2020年12月3日  [2020年12月3日].
21. ↑  . 《香港01》. 2020年12月24日  [2020年12月24日].
22. ↑  . 《東方日報》. 2020年12月24日  [2020年12月24日]. （原始内容存档于2021年1月26日）.
23. ↑  . 《頭條日報》. 2008年5月9日  [2020年10月7日].
24. ↑  .   [2017-05-23]. （原始内容存档于2021-06-13）.
25. ↑  .   [2017-05-23]. （原始内容存档于2022-02-06）.